# Herrarna i hagen
Visan med samma titel, se I fjol så gick jag med herrarna i hagen
Herrarna i hagen var en komediserie av Björn Lindroth med Jarl Borssén och Sune Mangs i huvudrollerna.
Den rubricerades som "mjuk komik med plats för människan..."
Serien hade premiär på TV1 i november 1972 och sändes i åtta halvtimmesavsnitt. Den återkom med en andra säsong i november 1973 med ytterligare sex program. Sista avsnittet sändes den 9 januari 1974.

## Rollista
- Sune Mangs – Nicke Nylander
- Jarl Borssén – Gustaf-Adolf Lindström
- Catrin Westerlund – fru Hagen
- Meg Westergren – Vendela
- Hans Lindgren – Beyron Carlsson
- Agneta Lindén – Mari
- Meta Velander – granne
- Gösta Cederlund – farbror
- Manne Grünberger – chaufför
- Tord Peterson – fiskare
- Johannes Brost – vattenskidlärare
- Monica Nielsen
- Ove Magnusson